# Casu marzu
El casu marzu (llamado también en sardo casu giampagadu, casu fràzigu, casu modde, casu becciu, casu fattittu, cassu attu, casu cundítu; en italiano, formaggio marcio) es un queso típico de la isla italiana de Cerdeña, conocido por estar infestado de larvas vivas de moscas. Casu marzu significa «queso podrido» en un dialecto del sardo. Este queso se produce también en la isla vecina de Córcega (Francia), donde se conoce como casgiu merzu.

## Características
Su receta proviene del método de elaboración del queso pecorino sardo, aunque el casu marzu va más allá, gracias a la acción digestiva de las larvas de la mosca del queso, Piophila casei. Estas larvas se introducen deliberadamente en el queso, lo que produce un nivel más acusado de fermentación y la rotura de los ácidos grasos. La pasta del queso se reblandece y segrega un líquido llamado «lágrima». Las larvas aparecen en el queso como gusanos blancos translúcidos de unos ocho milímetros de largo que pueden llegar a saltar hasta quince centímetros, por lo que se recomienda a quienes consuman este alimento que se protejan los ojos. El aspecto del queso es de pasta blanquecina, apreciándose las larvas.

### Metamorfosis de las larvas
Se pueden observar cuatro fases en el proceso de metamorfosis:
- La puesta de los huevos de la mosca.
- El desarrollo de las larvas que se alimentarán del queso.
- Estado de pupa.
- Eclosión de las larvas.

Una vez desarrolladas las alas, el tiempo disponible para que las moscas depositen sus huevos es muy limitado: antes de morir deben encontrar otra horma de queso en el cual depositar los huevos, en los cuales se desarrollará luego la siguiente generación de moscas. En las fábricas de queso de todo el mundo, estas larvas son bien conocidas y se les teme porque atacan todos los tipos de queso. Partidas enteras de queso ya elaborado se pueden contaminar de manera irremediable y llegado este punto sólo queda destruir parte de la producción del queso elaborado y proceder después a desinfectar los lugares de fabricación.

## Estado legal
La venta de este queso está prohibida en Italia, sin embargo, se puede encontrar en el mercado negro de Cerdeña.

## Investigaciones de laboratorio
Las normas técnicas emanadas de la Unión Europea ya no permiten la producción y está prohibida por las leyes la comercialización de este queso, ya que se contrapone a las normas higiénicas y sanitarias establecidas comunitariamente en la Unión Europea.
Para salvaguardar este producto la región de Cerdeña lo ha inscrito en la lista de productos agroalimentarios italianos tradicionales: este reconocimiento permite que la producción esté protegida por un período de 25 años para poder así solicitar una derogación de las normas higiénico-sanitarias comunes.
En el 2005, algunos ganaderos sardos en colaboración con la facultad de Veterinaria de la Universidad de Sassari, encargaron al Instituto de Entomología Agraria de Sassari llevar a cabo una crianza de Piophila casei en un ambiente controlado para así tener el control pleno de todo el proceso de producción con la intención de poder producir este queso de manera legal y con las garantías higiénicas adecuadas.

## Protección del producto
El casu marzu está inscrito en el banco de datos de los productos agroalimentarios italianos tradicionales del Ministerio de políticas agrícolas, alimentarias y forestales. Forma parte de un grupo de alimentos que la región de Cerdeña desea proteger y se ha solicitado a la Unión Europea la denominación de origen para evitar su comercialización por parte de la piratería alimentaria.

## Quesos similares
Quesos con larvas o ácaros o que contienen las deyecciones de estos últimos se encuentran presentes no solo en Cerdeña, sino también en otras regiones italianas y en otros países. En el mercado italiano y europeo se encuentran en particular los siguientes quesos:
- El queso alemán Milbenkäse, elaborado no con larvas, sino con ácaros (Tyroglyphus L. casei).
- El queso francés mimolette, elaborado con los ácaros de otra especie (Acarus siro) o Ciron y cuyo aspecto es notable en la corteza del queso, dándole una particular apariencia agujereada.